# Helsingør Kraftvarmeværk
Helsingør Kraftvarmeværk er et gaskraftværk ved Helsingør i det nordøstlige Sjælland. Værket var indtil 2011 ejet af Vattenfall, men er nu overtaget af det kommunale forsyningsselskab Forsyning Helsingør. 
Det har en installeret produktionskapacitet på 60 MW el og 60 MJ/s fjernvarme.
Anlægget blev udbygget i 1993. Brændselstypen er naturgas.